# العلاقات الإريترية الكورية الجنوبية
العلاقات الإريترية الكورية الجنوبية هي العلاقات الثنائية التي تجمع بين إريتريا وكوريا الجنوبية.

## مقارنة بين البلدين
هذه مقارنة عامة ومرجعية للدولتين:
| وجه المقارنة                                              | إريتريا                                      | كوريا الجنوبية                                                          |
| --------------------------------------------------------- | -------------------------------------------- | ----------------------------------------------------------------------- |
| المساحة (كم2)                                             | 117.60 ألف                                   | 100.30 ألف                                                              |
| عدد السكان (نسمة)                                         | 6.33 مليون                                   | 51.47 مليون                                                             |
| الكثافة السكانية (ن./كم²)                                 | 53.83                                        | 513.16                                                                  |
| العاصمة                                                   | أسمرة                                        | سول                                                                     |
| اللغة الرسمية                                             | اللغة التغرينية، اللغة العربية، لغة إنجليزية | اللغة الكورية                                                           |
| العملة                                                    | ناكفا                                        | وون كوري جنوبي                                                          |
| الناتج المحلي الإجمالي (بليون دولار)                      | 2.61 مليار                                   | 1.53 تريليون                                                            |
| الناتج المحلي الإجمالي (تعادل القوة الشرائية) بليون دولار |                                              | 1.75 تريليون                                                            |
| الناتج المحلي الإجمالي الاسمي للفرد دولار أمريكي          |                                              | 27.22 ألف                                                               |
| الناتج المحلي الإجمالي للفرد دولار أمريكي                 |                                              |                                                                         |
| مؤشر التنمية البشرية                                      | 0.391                                        | 0.901                                                                   |
| رمز المكالمات الدولي                                      | +291                                         | +82                                                                     |
| رمز الإنترنت                                              | .er                                          | .kr                                                                     |
| المنطقة الزمنية                                           | ت ع م+03:00                                  | توقيت كوريا الجنوبية، ت ع م+09:00، آسيا/سيول ‏، ت ع م+08:00، ت ع م+08:30 |

## منظمات دولية مشتركة
يشترك البلدان في عضوية مجموعة من المنظمات الدولية، منها:
| علم المنظمة | اسم المنظمة                        | تاريخ انضمام إريتريا | تاريخ انضمام كوريا الجنوبية |
| ----------- | ---------------------------------- | -------------------- | --------------------------- |
|             | منظمة حظر الأسلحة الكيميائية       | ?                    | ?                           |
|             | مؤسسة التنمية الدولية              | 6 يوليو 1994         | 18 مايو 1961                |
|             | البنك الإفريقي للتنمية             | ?                    | ?                           |
|             | منظمة الشرطة الجنائية الدولية      | ?                    | ?                           |
|             | الأمم المتحدة                      | 28 مايو 1993         | 17 سبتمبر 1991              |
|             | البنك الدولي للإنشاء والتعمير      | 6 يوليو 1994         | 26 أغسطس 1955               |
|             | وكالة ضمان الاستثمار متعدد الأطراف | 10 سبتمبر 1996       | 12 أبريل 1988               |
|             | يونسكو                             | 2 سبتمبر 1993        | 14 يونيو 1950               |
|             | مؤسسة التمويل الدولية              | 11 أكتوبر 1995       | 16 مارس 1964                |
|             | الاتحاد البريدي العالمي            | ?                    | ?                           |

## وصلات خارجية
- موقع وزارة الخارجية الكورية الجنوبية